# Az élet egy rodeó!
Az élet egy rodeó! (eredeti cím: La vita è un rodeo!) az olasz Geronimo Stilton ifjúsági könyve. Olaszországban 2006-ban jelent meg az Edizioni Piemme forgalmazásában. Magyarországon az Alexandra Kiadó adta ki 2011-ben.

## Ismertető
Február 14-ének előestéjén rettentő izgatott voltam... hiszen másnap Valentin napja volt! Úgy terveztem, hogy a barátaimnak fantasztikus ünnepséget szervezek. Ám reggel nem csörgött a vekkerem, a futárszolgálat nem szállította ki az újságomat, lóháton mentem a cukrászdába a süteményekért... el sem tudtam képzelni, hogy mi jöhet még ezután. De szerencsére egy talpraesett egérlány a segítségemre sietett!

## Szereplők

### Főszereplők
- Geronimo Stilton – Értelmiségi egér, a Rágcsáló Hírek főszerkesztője
- Csupaszív Dulcinea –
- Trappola Stilton – Igazi tréfamester, Geronimo Stilton unokaöccse

### Mellékszereplők
- Rasmaussen Nelli – Geronimo Stilton első számú főellensége, nem mellesleg a Patkány Hírmondó igazgatója
- Csupaszív Melasszia – Dulcinea nagymamája
- Csupaszív Nagybajusz – Dulcinea nagyapja
- Izomnagy Sándor – Dulcinea vőlegénye
- Benjamin – Kedves és szeretnivaló, ő Geronimo Stilton kisebbik unokaöccse
- Mindenbebele Cincogó – Geronimo óvodáskori barátja, híres nyomozó, aki szereti mindenbe beleütni az orrát
- Vilmos nagypapa – Világjáró Vilmos, becenevén Dózer, a Rágcsáló Hírek alapítója
- Pinky Pick – A Rágcsáló Hírek munkatársa, nagy díszlettervező
- Samantha – Country énekes
- Vanessa – Country énekes

## Fejezetek a könyvben
- 1. fejezet: Kedves Rágcsálóbarátaim... 9
- 2. fejezet: A barátság napja 10
- 3. fejezet: Nem csörgött a vekker! 14
- 4. fejezet: Üres a postaláda! 18
- 5. fejezet: Az újságot nem szállították ki! 20
- 6. fejezet: Az iroda teljesen kihalt! 26
- 7. fejezet: Minden bajra van gyógyír! 34
- 8. fejezet: A büzös lé 40
- 9. fejezet: Vágta Rágcsália utcáin 46
- 10. fejezet: Majd adok én neked habcsókot! 54
- 11. fejezet: Bzzzzzzzz! Bzzzzzz! 62
- 12. fejezet: Én vagyok a világ legboldogtalanabb egere! 68
- 13. fejezet: Boldog Valentin-napot, Geronimo! 74
- 14. fejezet: Idesüssetek! Itt a finom pizza! 80
- 15. fejezet: Hát a zene hol marad? 84
- 16. fejezet: Ló a nappaliban??? 90
- 17. fejezet: A barátságot nem lehet megvásárolni! 94
- 18. fejezet: A boldogság... 100
- 19. fejezet: Hogyan szervezzünk Valentin-napi bulit 105

Oldalak száma összesen: 128 oldal

## Eredeti változat
- Szöveg: Geronimo Stilton
- Szerkesztőségi koordináció: Piccolo Tao és Linda Kleinefeld
- Szerkesztők: Topatty Paciccia, Eugenia Dami és Daniela Finistauri
- Közreműködött: Certosina Kashmir
- Művészeti vezető: Gógo Gó
- Művészeti asszintens: Lara Martinelli
- Borító: Giuseppe Ferrario
- Belső illusztráció: Silvia Bigolin és Chiara Sacchi
- Grafika: Merenguitai Gingermouse, Yuko Egusa és Michaela Battaglin
- Eredeti kiadás: 2006 Edizioni Piemme, Milanó

## Magyar változat
- Az élet egy rodeó!; ford. Kotsis Orsolya; Alexandra, Pécs, 2011 (Mulatságos történetek, színes kalandok)
- Fordította: Kotsis Orsolya
- Felelős kiadó: A kft. ügyvezető igazgatója
- Felelős szerkesztő: Szabó Lea
- A kiadvány magyar változatát Németh Zoltán (Partners Pécs Kft.) tördelte
- Nyomta: a debreceni Kinizsi Nyomdában készült
- Felelős vezető: Bördős János, igazgató
- Magyar kiadás: 2011 Alexandra Kiadó, Pécs
- Megjelent 7,41 (A/5) ív terjedelemben